# 嘉義縣新港鄉新港國民小學
23°33′20″N 120°20′42″E / 23.555653°N 120.344936°E
嘉義縣新港鄉新港國民小學（簡稱新港國小）為嘉義縣新港鄉的一所國小，源自1899年設立的「嘉義國語傳習所新南港分教場」，是嘉義縣境內歷史最悠久的學校，至今已超過百年歷史。

## 校史
日治時期嘉義地區的首間學校是1896年設立在當時嘉義街三山國王廟的「嘉義國語傳習所」（今崇文國小前身）。1898年1月，打貓辨務署長隈元禎三、新港街參事林煌策、新港街長陳起鳳倡議在新港街設立學校，由林與陳發動募款，並以登雲書院（原址位於文昌國小）、新港奉天宮及其他地方人士的捐款做為設校基金，將位於打貓西堡新港街松仔腳的鹽務館加以修繕，作為臨時校舍，在同年9月1日開學，是為「嘉義國語傳習所新南港分教場」；同月28日因應《臺灣教育令》實施，改制為「新港公學校」。1915年，設立「新港公學校月眉潭分校」（今月眉國小）。1920年4月，因應新港改稱新巷，學校改稱「新巷公學校」，且月眉潭分校獨立為「月眉潭公學校」。新巷公學校後因空間不敷使用且建物腐朽問題，於1930年代在南側的新校地興建新校舍，而學生在1933年逐漸轉移到新校舍上課，在1936年5月，全部遷移完畢，當時學生約有1,200人。1941年4月，改制為「新巷國民學校」。
二戰後，於1946年4月改稱「臺南縣新港鄉第一國民學校」；1947年4月改稱「臺南縣新港鄉新港國民學校」；1950年10月改隸屬嘉義縣政府。1968年8月，因九年國民教育實施，改稱「嘉義縣新港鄉國民小學」。